# Municipio V (Bari)
Il Municipio 5 è un municipio di Bari comprendente le ex frazioni poste a nord-ovest del centro cittadino.

## Geografia fisica

### Territorio
- Palese Macchie;
- Santo Spirito.

### Confini
Il territorio del Municipio 5 corrisponde a quello della ex I Circoscrizione, i cui confini sono i seguenti:
- A nord confina con la costa marittima dal corso torrente lama Balice al confine comunale con Giovinazzo;
- Ad ovest e sud confina con i comuni di Giovinazzo e Bitonto fino al corso torrente Lama Balice;
- Ad est confina con il Municipio 3 San Paolo- Stanic-Marconi- S.Girolamo - Fesca-Villaggio del Lavoratore, lungo il corso del torrente Lama Balice dal confine di Bitonto fino alla costa marittima.

## Presidenti
| Presidente del Municipio | Coalizione      | Partito             | Data di elezione          | Voti ottenuti | %voti  |
| ------------------------ | --------------- | ------------------- | ------------------------- | ------------- | ------ |
| Giovanni Moretti         | Centro-sinistra | Centro Democratico  | 8 giugno 2014 (II turno)  | 5.354         | 61,19% |
| Vincenzo Brandi          | Centro-sinistra | Sud al Centro       | 26 maggio 2019 (I turno)  | 9.147         | 57,05% |
| Maria Morisco            | Centro-sinistra | Partito Democratico | 24 giugno 2024 (II turno) | 5.791         | 62,22% |